# Mucronella
Cet article concerne le genre de champignon. Pour le genre de bryozoaires dont Mucronella est synonyme, voir Escharella.
Genre
Mucronella, en français petite pointe[réf. nécessaire], est un genre de champignons de la famille des Clavariaceae. Il comporte une vingtaine d'espèces en 1874[réf. incomplète].

## Description

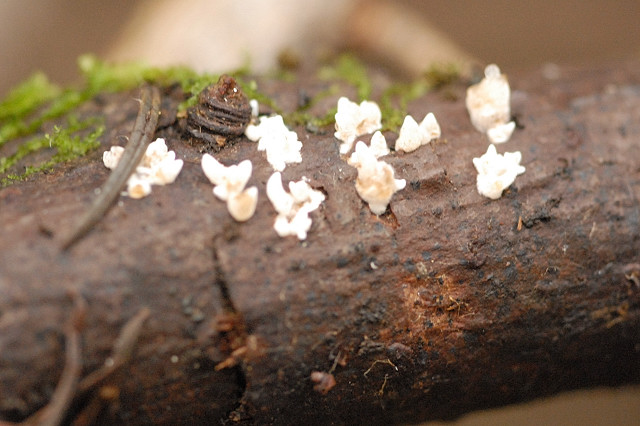
Mucronella calva

Forme clavaroïde pendue, en forme de larme.

## Comestibilité
Sans valeur

## Taxinomie
L'espèce type avait été initialement nommée Hydnum calvum dans le cadre d'une collaboration entre le botaniste allemand Johannes Baptista von Albertini et l'Américain Lewis David de Schweinitz en 1805; le mycologue suédois Elias Magnus Fries l'a transférée peu après dans le genre Mucronella qu'il avait nouvellement décrit en 1874.

## Liste d'espèces
Selon Index Fungorum (28 octobre 2013) :
- Mucronella albidula (Corner) Berthier 1985
- Mucronella argentina Speg. 1898
- Mucronella belalongensis P. Roberts 1998
- Mucronella brasiliensis Corner 1950
- Mucronella calva (Alb. & Schwein.) Fr. 1874
- Mucronella flava Corner 1953
- Mucronella fusiformis (Kauffman) K.A. Harrison 1972
- Mucronella minutissima Peck 1891
- Mucronella pendula (Massee) R.H. Petersen 1980
- Mucronella polyporacea Velen. 1922
- Mucronella pulchra Corner 1970
- Mucronella pusilla Corner 1950
- Mucronella ramosa Lloyd 1922
- Mucronella styriaca Maas Geest. 1977
- Mucronella subalpina K.S. Thind & Khurana 1974
- Mucronella subtilis P. Karst. 1888
- Mucronella togoensis Henn. 1897
- Mucronella viticola Pass. & Beltrani 1882

Selon NCBI (15 janvier 2025) :
- Mucronella bresadolae
- Mucronella calva
- Mucronella flava
- Mucronella fusiformis
- Mucronella pendula